# Юрай Цинтула
Юрай Цинтула (словац. Juraj Cintula; нар. 1 березня 1953, Левиці, Нітранський край, Словаччина) — словацький письменник, поет-пісняр.

## Біографічні відомості
Юрай Цинтула народився в 1953 році.
Мешкає у м. Левиці. Є одним із засновників словацького літературного клубу «DÚHA» (2005). З 2008 року, коли клуб перетворили на ГО, по 2016 рік був його головою.
У 2016 році працював у приватній охоронній службі і тоді став жертвою нападу в торговому центрі. Після цього почав збирати підписи в Інтернеті за створення політичної партії під назвою «Hnutie proti násiliu» («Рух проти насильства»). 
Неодноразово брав участь у заходах забороненої в 2022 році проросійської парамілітарної організації Slovenskí Branci. Ця ультраправа організація тісно пов'язана із російським клубом Нічні Вовки, проводила військову підготовку школярів у школах Словаччини та підтримувала терористичні організації ДНР та ЛНР.

## Творчість
Написав три поетичні збірки: «Sen rebela», «Diptych», «Osy» — сатира, у 2010 році видав роман «Posolstvo obete», у 2015 році — книгу про циган — «Efata».
З 2015 року був членом Асоціації словацьких письменників, звідки його вигнали відразу після замаху.

## Замах на Роберта Фіцо
15 травня 2024 року в Гандлові Цинтула влаштував замах на прем'єр-міністра Словаччини, внаслідок чого Фіцо дістав кульові поранення та був госпіталізований. Цинтула стріляв із короткоствольної кульової рушниці, якою володів на законних підставах.

Після замаху на Фіцо Асоціація словацьких письменників різко дистанціювалася від Цинтули та виключила його з організації. Поліція висунула йому обвинувачення в замаху на умисне вбивство з помсти, йому загрожувало позбавлення волі від 25 років до довічного. Журналісти опублікували відео, на якому затриманий Юрай Цинтула заявив, що він не погоджувався з політикою уряду, що пояснює те, чому він кілька разів вистрілив у Роберта Фіцо.
– Я не згоден із політикою уряду... Засоби масової інформації ліквідуються. Чому RTVS зазнає атак? Чому звільнили Мазака?, - сказав стрілок.

## Кримінальне розслідування
18 травня суд у словацькому місті Пезінок ухвалив рішення про перебування Юрая під вартою до судового розгляду.

### Відеоматеріали
- Замах на ФІЦО у Словаччині! Ким виявився нападник?// 24 канал, 16 травня 2024 року